# 名探偵コナン 戦慄の楽譜
『名探偵コナン 戦慄の楽譜』（めいたんていコナン せんりつのフルスコア）は、2008年4月19日に公開された日本のアニメ映画で、劇場版『名探偵コナン』シリーズの第12作目にあたる。上映時間は115分。興行収入は24億2000万円。読売テレビ開局50周年・小学館週刊少年サンデー創刊通算50年記念作品。第32回日本アカデミー賞優秀アニメーション作品賞受賞作品。キャッチコピーは「この歌声を、消させはしない。」「この指が奏でるのは、真実を導く旋律（しらべ）…」。

## 概要
「旋律」とかけて「戦慄」がタイトルに含まれる本作は「音楽」がメインとなっている。主人公・江戸川コナンとゲストキャラクターの秋庭怜子の活躍がメインであり、他のキャラクターの出番は少ない。なお、ポスターにゲストキャラクターが描かれたのは本作の秋庭怜子と、第4作『瞳の中の暗殺者』に登場して以降2回登場している、警視庁刑事部の部長・小田切敏郎の2名のみである。作中には前作『紺碧の棺』に続いて工藤新一と毛利蘭の過去のエピソードも織り込まれており、中学生時代に起きた2人の喧嘩が描かれている。 
脚本は古内一成が第9作『水平線上の陰謀』以来3年ぶりに登板。一方で第8作『銀翼の奇術師』から音響監督を担当してきた井澤基は本作をもって降板し、以降はテレビシリーズの音響監督を担当してきた浦上靖夫が兼任するようになった。
帝丹小学校の校歌が初披露され、コナンのクラス全員が揃って歌うシーンが描かれている。その後、校歌はドラマCD「名探偵コナン・キャラクター・ソング集 帝丹小学校に全員集合!!」に収録された。ドラマCDではコナンたちの他、毛利蘭役の山崎和佳奈、鈴木園子役の松井菜桜子も参加している。
劇場版名探偵コナンにおいて、ZARDの主題歌起用は第9作『水平線上の陰謀』以来3作目となるが、公開前年の2007年5月にメンバーの坂井泉水が逝去したため、ZARDの起用は本作が最後となった。また、パンフレットには「『名探偵コナン』とZARDがともに歩んだ軌跡」として特集が組まれていた。
2025年現在、劇場版『名探偵コナン』シリーズの中で上映時間が最も長い作品である。
小説版は、2014年2月26日に小学館のジュニア文庫（小学館ジュニアシネマ文庫）から発売された。
エピローグ後の次回作予告では、「名探偵コナン」のロゴが浮かび上がりながら黒色に染まり、ジン役の堀之紀の声で「逃すわけにはいかねぇな。奴が死ぬには相応しい日だ。」というセリフが流れた。のちに次回作は、第5作『天国へのカウントダウン』以来、劇場版で2作目の登場となる黒ずくめの組織がストーリーに大きく絡む『漆黒の追跡者』であることが発表された。

### プッシュホンの設定
作中には、怜子と共に貯水池のボート上へ拉致されたコナンが池畔の管理所に設置されているプッシュホンにサッカーボールを蹴り当てて受話器を落とし、彼らが警察への110番を発声によって発信するシーンが存在するが、朝日放送のバラエティ番組『探偵!ナイトスクープ』には、2009年6月5日の放送回でこのシーンを疑問に思い検証を求める依頼が届いた。番組内では実際に元日本代表GKの本並健治がサッカーボールを蹴り当ててプッシュホンの受話器を落とし、大阪音楽大学の女子学生2名が時報の117番を発声によって発信することに成功している。また、依頼を受けた探偵局員の竹山隆範は、コナンの「見た目は子供、頭脳は大人」というフレーズを真似た台詞を口にしている。
なお、作中のプッシュトーンは怜子の歌唱を担当したオペラ歌手・赤池優が担当している。

## ストーリー
高名な元ピアニストの堂本一揮によって創設された堂本音楽アカデミーの練習室が爆発する事件が発生し、アカデミーの1期生が2名死亡、ヴァイオリニストの河辺奏子が重傷を負った。現場からはフルートを構成する3つの部品の1つ、胴部管が発見された。
事件の翌週、蘭は堂本一揮が建てた堂本音楽ホールでのこけら落としとリハーサルの見学に新一を誘うが、喧嘩になってしまう。蘭は中学時代の特に長い喧嘩を振り返り、何かの曲が仲直りのきっかけになったことを思い返していた。
リハーサルを見学したコナンたちは、堂本一揮の他、彼の専属調律師だったホール館長の譜和匠、オルガン調律師のハンス・ミュラー、ピアニストで一揮の息子の弦也、堂本アカデミーの卒業生であるソプラノ歌手の千草らら、河辺の代役となったヴァイオリニストの山根紫音を目にし、ソプラノ歌手の秋庭怜子と出会う。彼女が帝丹小学校OGだったことから後日コナンたちの合唱の練習を見てもらうことになるが、その練習の後、怜子の飲み物を勝手に飲んだ元太が苦しみ、声が出せなくなってしまう。これを皮切りに怜子は、ダンプカーで襲われたり、森の中で狙撃されたりと、執拗に命を狙われるようになる。
この間もアカデミーの1期生が次々と死亡し、死亡者は4人にのぼった。そしてそれぞれの現場には、フルートの頭部管と足部管が残されていた。
公演当日、コナンと怜子は何者かに襲われ、目を覚ますと運河に浮かぶボートの上にいた。脱出不能になった2人は、遠くに電話機があるのを発見。コナンがボール射出ベルトを使って受話器を外し、2人の声でDTMF信号を発することによって110番通報に成功する。
その頃、堂本ホールでは外側の柱が次々と爆破されていたが、ホール内は完全防音となっていたため会場の人間は誰も爆発に気付かないまま公演が続けられていた。救助されたコナンと怜子は佐藤刑事と高木刑事と共に爆弾を解除するべくホールに突入。怜子がアメイジング・グレイスで割り込み時間を稼ぐ間、コナンは犯人の譜和匠と対峙する。コナンは時計型麻酔銃が壊れてしまっていたためリモコンによる起爆を阻止しあぐねていたが、灰原と佐藤の連携狙撃によって制圧に成功した。
事件解決後、ホールを出た蘭のもとにバイオリンによるアメイジング・グレイスが聞こえてきた。アメイジング・グレイスは、過去に2人を仲直りさせた曲だったのだ。蘭は弾き方からそれを新一の演奏と悟り、満足げに微笑むのだった。

## 登場人物

### レギュラーキャラクター
江戸川 コナン（えどがわ コナン）
声 - 高山みなみ
本作の主人公。本来の姿は「東の高校生探偵」として名を馳せている工藤新一だが、黒ずくめの組織に飲まされた毒薬・APTX4869の副作用で小学生の姿になっている。
毛利 蘭（もうり らん）
声 - 山崎和佳奈
本作のヒロイン。新一の幼馴染かつガールフレンド。関東大会で優勝するほどの空手の達人。
新一を堂本音楽ホールの完成記念公演に誘うが喧嘩になり、中学生時代の新一との喧嘩を思い出す。
毛利 小五郎（もうり こごろう）
声 - 神谷明
蘭の父親で「眠りの小五郎」の異名で有名な私立探偵。コナンの保護者。元警視庁捜査一課強行犯係の刑事。
工藤 新一（くどう しんいち）
声 - 山口勝平
コナンの本来の姿で高校生探偵。
中学時代の回想シーンとコナンの変声機による声で登場。
灰原 哀（はいばら あい）
声 - 林原めぐみ
元黒の組織の一員かつAPTX4869の開発者で、コナンの正体を新一と知る数少ない人物の1人。
犯人との対決の際は、元太から借りたリコーダーを使い、コナンに音階の暗号で状況を伝えた。
鈴木 園子（すずき そのこ）
声 - 松井菜桜子
蘭の同級生で親友。鈴木財閥の令嬢で、蘭や新一とは幼馴染でもある。
鈴木財閥のコネで堂本音楽ホールの完成記念公演をコナン達が鑑賞できるように手配する。
目暮 十三（めぐれ じゅうぞう）
声 - 茶風林
警視庁刑事部捜査一課強行犯捜査三係の警部。
阿笠 博士（あがさ ひろし）
声 - 緒方賢一
コナンの正体を新一と知る数少ない人物の1人で、発明家。
吉田 歩美（よしだ あゆみ）、小嶋 元太（こじま げんた）、円谷 光彦（つぶらや みつひこ）
声 - 岩居由希子（歩美）、高木渉（元太）、大谷育江（光彦）
少年探偵団の3人。
元太が怜子の御茶を勝手に飲んだ際、仕込まれていた劇薬で声を出しづらくなるという症状に陥る。以降はリコーダーとジェスチャーを用いて元太が意思を表現し、歩美と光彦が通訳する形になった。なお元太は声が出せなくなっただけでなく、その直後に怜子から大目玉を喰らっており、最初こそ踏んだり蹴ったりだったが、彼がそれをしなければ犯人の思惑通りに事が運んでしまっていたため、結果論だが元太のこの行動はまさに怪我の功名である。
佐藤 美和子（さとう みわこ）
声 - 湯屋敦子
警視庁捜査一課の刑事で警部補。高木刑事と交際中。
射撃の腕も一流であり、本作では十数メートル先の犯人が手に持った携帯電話サイズの起爆装置を、拳銃による狙撃のみで撃ち落としている。
高木 渉（たかぎ わたる）
声 - 高木渉
警視庁捜査一課の刑事で巡査部長。佐藤刑事と両想いの恋愛関係。
白鳥 任三郎（しらとり にんざぶろう）
声 - 井上和彦
警視庁捜査一課のキャリア組警部。
千葉刑事（ちばけいじ）
声 - 千葉一伸
警視庁捜査一課の刑事で巡査部長。

### オリジナルキャラクター

#### 容疑者
秋庭 怜子（あきば れいこ）
声 - 桑島法子 / 歌 - 赤池優
本作のキーパーソン。ソプラノ歌手。
コナンと同じく絶対音感の持ち主。完璧主義者で口調も厳しいが、他人を思いやる優しさも兼ね備えている。
帝丹小学校OGの縁でコーチをして以降、犯人に執拗に命を狙われるようになる。その過程でコナンとの信頼関係を深めて行き、共に犯人と立ち向かう。
堂本 一揮（どうもと かずき）
声 - 田中信夫 / 演奏 - 高橋博子
オルガニスト。作曲家。堂本音楽アカデミーの創始者。
本来はピアニストだったが、2年前にパイプオルガンへ転向した。譜和匠とは盟友で、堂本ホールの館長にも直々に推薦している。
厳格な性格で、音楽に対しては妥協を許さない。一番弟子の山根紫音は特にお気に入りで、本来コンサートで演奏するはずだった川辺奏子が重傷を負うと、彼女が代役としてストラディバリウスを演奏することとなった。
堂本 弦也（どうもと げんや）
声 - 目黒光祐
ピアニスト。こけら落としコンサートの責任者。堂本一揮の息子。
ドイツ語が堪能なことから、ハンス・ミュラーの通訳も担当する。
楽聖と謳われた音楽界の巨匠・ルートヴィヒ・ヴァン・ベートーヴェンを尊敬しており、髪型が似ているため小五郎に疑われてしまうが、その髪型は生まれつきで、亡くなった母親に似ただけであった。
譜和 匠（ふわ たくみ）
声 - 依田英助
堂本ホール館長。元ピアノ調律師。
堂本一揮の盟友にして専属のピアノ調律師だったが、堂本がパイプオルガンに転向したのを機に引退。しかし、彼が弾いていたピアノはアカデミーに寄贈された後も調律を任されている。堂本に誘われて、2年前に堂本ホールの館長に就任した。絶対音感の持ち主で、調律の腕には絶対の自信を持っている。
被害者4人の生活態度に苦言を呈しており、批判的な立場を取っていた。また、コナンに何かのパーツを持って佇んでいるところを目撃されている。
千草 らら（ちぐさ らら）
声 - 水谷優子 / 歌 - 木村聡子
ソプラノ歌手。堂本音楽アカデミーの9期生。
コンサート出演の第1候補だったが、怜子にその座を奪われていた。だが、怜子が犯人に命を狙われていたのを知り、万が一に備えて密かに特訓をしていた。本番当日、失踪した怜子より上手に歌えると堂本に訴えるが、上手に歌うのではなく祈るように歌うよう諭される。
コンサートの本番中、乱入した怜子の美しい歌声を聞いて敗北を認めた。
山根 紫音（やまね しおん）
声 - 金月真美 / 演奏 - 栗原尚子
バイオリニスト。堂本音楽アカデミーの8期生。
堂本一輝のお気に入りで、奏子の代理としてコンサートに出演することになった。
神経質な性格。世界的な名器であるストラディバリウスを持て余しているようで、堂本や怜子からもまだ合わせる段階ではないと指摘されていた。しかし、リハーサルでは見事な演奏を披露した。
ハンス・ミュラー（Hans Muller）
声 - フランシス・ポル
パイプオルガン調律師。ドイツ人。
現在は和解しているが、音楽性の違いから堂本と揉めていたことがある。
コンサート当日に行方不明となるが、佐藤刑事と高木刑事によって縛られた状態で発見される。コナンは、彼が監禁された理由を犯人が音の違いを気付かせないためだと推理した。

#### 被害者
河辺 奏子（かわべ そうこ）
声 - 百々麻子
バイオリニスト。絶対音感の持ち主。
爆発事件で重傷を負いコンサートに出演出来なくなった。ショックから前後の記憶が思い出せないでいる。
連城 岳彦（れんじょう たけひこ）
声 - なし
ピアニストで、堂本アカデミーの1期生。2年前までは、水口・志田・曽根とピアノカルテットを組んで活動していた。
演奏中に突然発生した爆発で亡くなった。
水口 洋介（みずぐち ようすけ）
声 - なし
チェリストで、堂本アカデミーの1期生。同じくピアノカルテットを組んで活動していた。
連城と同じく、演奏中に突然発生した爆発で亡くなった。
志田 治（しだ おさむ）
声 - なし
バイオリストで、堂本アカデミーの1期生。同じくピアノカルテットを組んで活動していた。飲食店経営者。
犯人が店内にガスを漏れさせていたため、喫煙した際に発生したガス爆発で亡くなった。
曽根 久男（そね ひさお）
声 - なし
ビオラ奏者で、堂本アカデミーの1期生。同じくピアノカルテットを組んで活動していた。
ハンググライダーで上空を飛行中、海に墜落して亡くなった。

#### 堂本アカデミー関係者
相馬 光（そうま ひかる）
声 - なし
フルート奏者で、堂本音楽アカデミーの6期生。秋庭怜子の婚約者だった。
3年前、連城らに無理やり酒を飲まされ、それが原因となった事故で亡くなった。現在は、秋庭怜子の寝室にフルート共に彼の写真が飾られている。

#### その他
アナウンサー
声 - 西尾由佳理
堂本ホールで発生した爆発事件の現場中継をしていた女性アナウンサー。
女性スタッフ
声 - 坂下千里子（特別出演）
堂本ホールの女性スタッフ。
少年A
声 - 山里亮太（南海キャンディーズ）
コナン一行を襲撃したダンプカーに電線が破壊されたため、ゲーム画面が消え慌てていた。
芸人ゲストの出演は、第2作『14番目の標的』に出演した海原やすよ・ともこ以来である。
アナウンス
声 - 百々麻子
堂本ホールのアナウンス。
操縦士
声 - 古澤徹
コナンと怜子をヘリに搭乗させ、堂本ホールの屋上に降ろした男性操縦士。

## スタッフ
- 原作 - 青山剛昌
- 監督・絵コンテ - 山本泰一郎
- 脚本 - 古内一成
- 絵コンテ協力 - 亀垣一、西森章、奥脇雅晴
- 演出 - 山本泰一郎、辻泰永
- キャラクターデザイン・総作画監督 - 須藤昌朋
- デザインワークス・作画監督 - 山中純子
- メカデザイン - 牟田清司
- 作画監督補 - 野武洋行、堀内博之、清水義治、牟田清司、かわむらあきお、糸島雅彦
- 美術監督 - 渋谷幸弘
- 色彩設計 - 西香代子
- 撮影監督 - 野村隆
- 3D CGI ディレクター - 後藤優一
- 編集 - 岡田輝満
- 音響監督 - 井澤基
- 音響制作デスク - 浦上慶子
- 音響効果 - 横山正和、横山亜紀
- 音楽 - 大野克夫
- ストーリーエディター - 飯岡順一
- アシスタントプロデューサー - 北田修一
- アソシエイトプロデューサー - 浅井認
- アニメーションプロデューサー - 石山桂一
- プロデューサー - 諏訪道彦、吉岡昌仁
- アニメーション制作 - 東京ムービー
- 製作 - 「名探偵コナン」製作委員会（小学館、讀賣テレビ放送、日本テレビ放送網、小学館集英社プロダクション、東宝、トムス・エンタテインメント）
- 取材協力 - 横浜みなとみらいホール、神戸松蔭女子学院大学、所沢市民文化センター ミューズ
- 配給 - 東宝

## テレビ放送
- テレビシリーズの放送時間変更に伴い、本作以降の劇場版は『金曜ロードSHOW!』枠で放送されることが恒例となっている。また、同枠の実質的な放送時間は93分程度であるため、100分以上の劇場版の放送時には大幅なカット編集が行われている。

| 回数 | 番組名（放送枠名） | 放送形態 | 放送日         | 放送時間（JST） | 放送分数 | 平均世帯視聴率 | 備考 |
| ---- | ------------------ | -------- | -------------- | --------------- | -------- | -------------- | --- |
| 1    | 金曜ロードSHOW!    |          | 2009年4月17日  | 21:00-22:54     | 114分    | 15.0%          | 『漆黒の追跡者』の公開前前夜際として、放送。 |
| 2    | 金曜ロードSHOW!    |          | 2011年8月19日  | 21:00-22:54     | 114分    | 13.4%          | [ 13 ] |
| 3    | 金曜ロードSHOW!    |          | 2014年12月19日 | 21:00-22:54     | 114分    | 10.1%          | 原作の連載20周年を記念し、翌週12月26日放送のアニメスペシャル『名探偵コナン 江戸川コナン失踪事件 〜史上最悪の2日間〜』と合わせて「名探偵コナンまつり」の一環として放送。 |

## 音楽

### 主題歌
ZARD「翼を広げて」
作詞 - 坂井泉水 / 作曲 - 織田哲郎 / 編曲 - 明石昌夫

### 挿入歌＆挿入曲
チェロソナタ第3番
作曲 - ルートヴィヒ・ヴァン・ベートーヴェン / チェロ演奏 - 山岡真弓 / ピアノ演奏 - 鳥羽亜矢子
アヴェ・マリア
作曲 - フランツ・シューベルト / 歌 - 赤池優 / ピアノ演奏 - 鳥羽亜矢子
トッカータとフーガニ短調
作曲 - ヨハン・ゼバスティアン・バッハ / パイプオルガン演奏 - 高橋博子
アヴェ・マリア
作曲 - シャルル・グノー / 編曲 - 池田大介、高橋博子 / 歌 - 赤池優 / ヴァイオリン演奏 - 栗原尚子 / パイプオルガン演奏 - 高橋博子
主よ、人の望みの喜びよ
作曲 - ヨハン・ゼバスティアン・バッハ / 編曲、パイプオルガン演奏 - 高橋博子 / 歌 - 木村聡子
オラトリオ「メサイア」〜彼は羊の群れを養い
作曲 - ゲオルク・フリードリヒ・ヘンデル / 編曲 - 池田大介、高橋博子 / 歌 - 木村聡子 / ヴァイオリン演奏 - 栗原尚子 / パイプオルガン演奏 - 高橋博子
シャコンヌ ト短調
作曲 - トマソ・アントニオ・ヴィターリ / ヴァイオリン演奏 - 栗原尚子 / パイプオルガン演奏 - 高橋博子
アメイジング・グレイス
作曲 - ジョン・ニュートン
編曲、ピアノ演奏 - 池田大介 / フルート演奏 - 赤木香菜子
編曲 - 池田大介、高橋博子 / 歌 - 赤池優 / ヴァイオリン演奏 - 栗原尚子 / パイプオルガン演奏 - 高橋博子
ヴァイオリン演奏 - 杉山麻衣子
心はあなたと共に(Mein Herz ist noch bei Dir)
作詞 - 土居ルカ / ドイツ語訳 - 島てるみ、アイリス・マッチ / 作曲 - 大野克夫 / 編曲 - 池田大介、高橋博子 / 歌 - 木村聡子 / ヴァイオリン演奏 - 栗原尚子 / パイプオルガン演奏 - 高橋博子

### サウンドトラック

#### 収録曲
1. ピアノとチェロのためのソナタ 第3番（ベートーベン）より
2. アヴェ・マリア（シューベルト）
3. 名探偵コナン メイン・テーマ（戦慄ヴァージョン）
4. プレリュード
5. アレグレット
6. コミカル テンポ 1
7. コミカル テンポ 2
8. トッカータとフーガ ニ短調（バッハ）より
9. ドルチェ サウンド
10. バロック エレファント
11. ハテナ カプリッチョ
12. ディスソナンス
13. リトミック ノイズ
14. ロマンス ラプソディ
15. マインド ピアノ
16. 帝丹小学校校歌（Trpヴァージョン）
17. イン モルティス 1
18. イン モルティス 2
19. フォルテ サスペンス
20. ピアノとチェロのためのソナタ 第3番（ベートーベン）より
21. ドライ エレジー
22. ピアノとフルートのアメージング・グレイス
23. デクレシェンド
24. クレシェンド
25. モデュレーション
26. テンポ ルバート
27. ミス ジャッジ
28. アウト オブ ケッヘル
29. アヴェ・マリア（グノー）
30. エグザミネ
31. ラルゴ サスペンス
32. ダル セーニョ
33. ドラム アタック
34. パッセージ
35. アッチェレランドA
36. 「主よ、人の望みの喜びよ」（バッハ）
37. 緊迫サスペンスA~緊迫サスペンスB
38. メサイアより「主は羊飼いのごとくその群れを養い」（ヘンデル）
39. イン アルトパート
40. 心はあなたと共に（Mein Herz ist noch bei Dir）
41. 怜子のアメージング・グレイス
42. アラベスク タッチ
43. グラーヴェ サイド
44. アッチェレランドB
45. アレグロ
46. シャコンヌ（ヴィターリ）より
47. ライク セレナード
48. トナリティ
49. 新一のアメージング・グレイス
50. フェルマータ
51. レガート エピローグ
52. コナンのアメージング・グレイス

## 映像ソフト
- DVD - 2008年11月19日発売（初回生産限定盤・同日発売）[15]
- BD - 2011年4月2日発売[16]

## 工藤新一 謎の壁と黒ラブ事件
『名探偵コナン MAGIC FILE2 工藤新一 謎の壁と黒ラブ事件』は、2008年のOVA作品。OVA第8作。コナンの新一時代を舞台にした初のOVAシリーズで、『戦慄の楽譜』にて蘭が回想するシーンが描かれている。コナンとしてはナレーションのみで、直接登場しないエピソードでもある。

### 登場人物（OVA）
- 工藤新一 - 山口勝平
- 毛利蘭 - 山崎和佳奈
- 江戸川コナン[注 1] - 高山みなみ
- 工藤優作 - 田中秀幸
- 工藤有希子 - 島本須美
- 鈴木園子 - 松井菜桜子
- 吉田歩美 - 岩居由希子
- 小嶋元太 - 高木渉
- 円谷光彦 - 大谷育江
- 秋本光一 - 中原茂
- 源氏山刑事 - 五王四郎
- 長谷刑事 - 鳥海勝美
- 智美 - 半場友恵
- おばさん - 林玉緒
- 弘子先生 - 松本さち
- 恵子先生 - 佐藤ゆうこ

### エンディングテーマ
- 「雪どけのあの川の流れのように」 - 三枝夕夏 IN db